# Nuria Varela
Nuria Varela Menéndez (Turón, Mieres, 1967) es una escritora, periodista y feminista experta en violencia de género española. Ejerció como reportera especializada en conflictos bélicos y crisis humanitarias. Es autora de más de una decena de libros y artículos académicos y es colaboradora habitual en distintos medios de comunicación. Ha desempeñado diversos cargos de responsabilidad política e institucional, entre los que destaca la Dirección del Gabinete de la ministra Bibiana Aído, dentro del primer Ministerio de Igualdad creado en España, así como haber sido la primera directora general de Igualdad del Gobierno del Principado de Asturias.

## Formación y trayectoria académica
Licenciada en Ciencias de la Información por la Universidad Complutense de Madrid, con un máster en Estudios Interdisciplinares de Género y máster en Género y Políticas de Igualdad entre Mujeres y Hombres, ambos por la Universidad Rey Juan Carlos. Ha trabajado en la agencia de noticias OTR, los semanarios Panorama, Interviú Ha colaborado en publicaciones como Meridiam, Números Rojos, Revista Europea de Derechos Fundamentales, Revista 21 y Contrapunto de América Latina, así como con la Cadena Ser. Es autora de los libros Feminismo para principiantes, Íbamos a ser reinas y La voz ignorada. Ana Orantes y el fin de la impunidad (hablando Ana Orantes un caso de violencia de género que marcó la historia de España). Ha sido profesora invitada del máster de Estudios Interdisciplinares de género de la Universidad Rey Juan Carlos y profesora invitada en el Título de Experto/a en prevención contra la Violencia de Género de la Universidad de Castilla-La Mancha. Ha sido investigadora en la Universidad Rey Juan Carlos y docente en diversos programas universitarios de postgrado en Políticas de Igualdad y Violencia de Género.

## Trayectoria profesional
Su actividad profesional comenzó en OTR (OTR Press - Europa Press). Tras esa primera experiencia, se incorporó al ya desaparecido semanario Panorama. Desde 1993, trabajó durante 13 años en el semanario Interviú. En 2006, hizo un paréntesis para incorporarse al equipo de desarrollo de Nuevos Proyectos del Grupo Zeta como responsable del área de contenidos. Tras ese periodo, volvió a la primera línea informativa esta vez desde el semanario Tiempo, al que se incorporó en el área de información política.
Ha dado cobertura a la guerra de Bosnia, el sitio de Sarajevo, el Intento de golpe de Estado en la Unión Soviética en el año 1991 y los campos de refugiados croatas para el semanario Panorama. En Interviú cubrió y escribió sobre los campos de refugiados afganos en Pakistán, sobre los campamentos de refugiados saharauis y sobre la matanza de Acteal en Chiapas (México). También cubrió la Revolución Naranja en Ucrania y los feminicidios en Ciudad Juárez. Ha sido observadora en Chiapas y Libia de los campamentos civiles por la paz. Cuenta con gran experiencia en conflictos bélicos, sobre todo desde el punto de vista del activismo feminista.
Coopera con gran número de grupos y plataformas contra la violencia de género, tema sobre el que ha escrito numerosos reportajes y ensayos, así como el libro Íbamos a ser reinas donde analiza la enorme problemática de la violencia que sufren gran número de mujeres no solo por parte de sus maridos, sino por parte también del sistema judicial, político, social e incluso por sus propias compañeras y familias, debido al fundamento patriarcal de la mayor parte de las sociedades del mundo, y en concreto, de la occidental.

## Ámbito institucional
Desde 2008 desarrolló su trabajo en el ámbito institucional. Participó en la puesta en marcha del Ministerio de Igualdad creado en la IX Legislatura. Primero, como Directora del Gabinete de la ministra, Bibiana Aído, formando, desarrollando y dirigiendo el equipo de asesores y el equipo de comunicación y, más tarde, como asesora de la ministra. 
Entre 2019 y 2023 fue directora general de Igualdad del Gobierno de Asturias.  Durante su gestión, Asturias amplió la respuesta institucional para la atención a todas las formas y manifestaciones de la violencia de género. Así, pasó de ocuparse únicamente de las víctimas de violencia de género en contextos de pareja a iniciar la atención a la violencia sexual, la prostitución y la trata y la violencia económica. En este contexto, el 9 de noviembre de 2020 se puso en marcha el Centro de Crisis 24 horas para Víctimas de Agresiones Sexuales, el primero con esas características abierto en España, de gestión totalmente pública, que comenzó a prestar servicio el 25 de noviembre del año 2020.  Asimismo, en el 2023 se puso en marcha el Protocolo de prevención y actuación frente a la violencia sexual contra las mujeres en espacios de ocio nocturno, el primero en una comunidad autónoma, y elaboró la Estrategia Asturiana para la abolición de la prostitución y la trata con fines de explotación sexual 
En este cargo, Varela fue denunciada por una trabajadora por acoso laboral, demanda que hizo extensiva a la Presidencia del Principado, la Dirección General de Igualdad y al Instituto Asturiano de la Mujer. En enero de 2025 el Juzgado de lo Social número 6 de Oviedo absolvió a Varela como a los mencionados organismos.

## Premios y reconocimientos
(2018)  fue distinguida con el Premio CODAPA 2018 por su trayectoria en la defensa la igualdad y el trabajo para el desarrollo de una escuela pública de calidad.

## Principales publicaciones
- 2003: Íbamos a ser reinas
- 2005: Feminismo para principiantes
- 2008: Martín y la pirata Candela
- 2012: La voz ignorada. Ana Orantes y el fin de la impunidad
- 2016: Cansadas. Una reacción feminista frente a la nueva misoginia
- 2018: Feminismo para principantes (versión Ilustrada)
- 2019: Feminismo 4.0. La cuarta ola
- 2024: El síndrome Borgen